# Facultat de Biologia (UB)
La facultat de biologia de la Universitat de Barcelona es va crear l'any 1974, pionera a l'estat espanyol. L'any 1982, la facultat es trasllada a l'edifici de l'avinguda Diagonal de Barcelona, el seu emplaçament en l'actualitat. Avui en dia, la facultat oferta estudis de grau de Biologia, Ciències Ambientals, Biotecnologia, Ciències Biomèdiques, Bioquímica i Bioinformàtica; així com diversos programes de màsters universiatris, postgraus i doctorat.
Actualment, la facultat de biologia consta de tres edificis principals: l'edifici Margalef, l'edifici Prevosti i l'edifici Durfort. Entre l'edifici Margalef i el Prevosti, s'hi troba soterrada la biblioteca de la facultat, que ocupa un quart edifici. La biblioteca disposa d'una superfície de 2.455 m² distribuïts en dues plantes i té accés a més de 41.000 monografies i múltiples arxius personals d'antics professors (e.g. Ramon Margalef i López i Antoni Prevosti i Pelegrín, entre d'altres). La facultat també disposa d'un estabulari i d'un hivernacle.

## Departaments
L'any 2016, els antics departaments es van patir una re-estructuració, passant dels nou departaments antics a només quatre en l'actualitat.

### Departaments actuals
- Bioquímica i Biomedicina Molecular
- Biologia Cel·lular, Fisiologia i Immunologia
- Biologia Evolutiva, Ecologia i Ciencies Ambientals
- Genètica, Microbiologia i Estadística

### Departaments antics
- Biologia Animal (UB)
- Biologia Cel·lular (UB)
- Biologia Vegetal (UB)
- Bioquímica i Biologia Molecular (UB)
- Ecologia (UB)
- Estadística (UB)  Arxivat 2007-02-05 a Wayback Machine.
- Fisiologia (UB)
- Genètica (UB)
- Microbiologia (UB)  Arxivat 2007-02-05 a Wayback Machine.